# Guaraci (São Paulo)
Guaraci is een gemeente in de Braziliaanse deelstaat São Paulo. De gemeente telt 9.459 inwoners (schatting 2009).

## Aangrenzende gemeenten
De gemeente grenst aan Altair, Barretos, Icém, Olímpia, Fronteira (MG) en Frutal (MG).